# Ống kính Canon EF-S 17–85mm
Canon EF-S 17–85mm f/4–5.6 IS USM là 1 ống kính zoom chuẩn cho máy ảnh phản xạ ống kính đơn kỹ thuật số của Canon khi sử dụng ngàm EF-S kèm theo hệ thống ổn định hình ảnh và mô-tơ lấy nét siêu thanh. Do thiết kế cho ngàm EF-S nên 17-85 chỉ có thể lắp lên các máy dùng cảm biến APS-C được sản xuất từ sau 2003. Theo tương quan thì nó sẽ cho góc nhìn tương đương 27,2-136mm, như khi dùng ống kính 28-135 IS USM trên một máy dùng cảm biến full-frame. Mặc dù trên thân ống kính có in chữ "Macro" nhưng nó không phải ống kính macro do tỉ lệ phóng đại không đạt tới 1:1, mà chỉ có nghĩa khoảng lấy nét gần nhất (ở 35 cm)
17–85mm được dùng làm ống kit cho EOS 30D, EOS 40D, EOS 50D và EOS 60D. Nó cũng đi kèm với EOS 400D như lựa chọn khác bên cạnh EF-S 18–55mm (thường được coi như "kit tầm trung cho 400D").
17-85 có thể dùng như ống cho người mới bắt đầu. So với EF-S 18-55 thì 17-85 có dải tiêu cự lớn hơn, mô-tơ lấy nét nhanh hơn.
Ống này khi xoay zoom mạnh sau một thời gian sẽ dễ đứt cáp chỉnh khẩu.
Hiện tại (9-2016), tại Việt Nam ống này được bán với giá 2,5-3,5tr tùy theo tình trạng ống.

## Thông số kỹ thuật
| Hình ảnh                    |                        |
| Đặc điểm chính              |                        |
| Tương thích với full-frame  | Không                  |
| Ổn định hình ảnh            | Có                     |
| Chống thời tiết             | Không                  |
| USM                         | Có, dạng vòng          |
| Dòng L                      | Không                  |
| Giảm nhiễu xạ quang học     | Không                  |
| Short-back focus            | Có                     |
| Dữ liệu kỹ thuật            |                        |
| Khẩu độ (lớn nhất-nhỏ nhất) | f/4.0–5.6 / f/22–32    |
| Cấu trúc                    | 12 nhóm / 17 thấu kính |
| Số lá khẩu                  | 6                      |
| Khoảng lấy nét gần nhất     | 0,35m                  |
| Độ phóng đại tối đa         | 0.2x (ở tiêu cự 85mm)  |
| Góc nhìn ngang              | 68°40'–15°25'          |
| Góc nhìn đứng               | 48°–10°25'             |
| Góc nhìn chéo               | 78°30'–18°25'          |
| Thông số vật lý             |                        |
| Khối lượng                  | 475g                   |
| Đường kính lớn nhất         | 78,5mm                 |
| Chiều dài                   | 92mm                   |
| Đường kính filter           | 67mm                   |
| Phụ kiện                    |                        |
| Hood                        | EW-73                  |
| Thông tin ra mắt            |                        |
| Ngày công bố                | 9-2004                 |
| Đang sản xuất               | Có                     |
| Giá khởi điểm US$           | $859,99                |

## Ống kính tương tự
EF-S 17–85mm có thiết kế khung vỏ, mô-tơ lấy nét, dải tiêu cự vượt trội hơn ống EF-S 18–55mm. Nó có chất lượng quang học tốt hơn ống EF-S 18-55mm phiên bản ban đầu và phiên bản II. Nó có chất lượng quang học và khẩu độ nhỏ hơn ống EF-S 17–55mm, dù nó có dải tiêu cự lớn hơn.
Ống kính có đặc điểm giống nó nhất là ống EF 28–135mm, có dải tiêu cự tương tự khi dùng với full-frame, chất lượng quang học, mô-tơ lấy nét và hệ thống ổn định hình ảnh giống nhau.